# Federazione di pallamano del Belgio
La Union royal belge de handball (URBH) è la federazione belga di pallamano. È stata fondata nel 1958 ed è affiliata alla International Handball Federation ed alla European Handball Federation.
La federazione assegna ogni anno il titolo di campione del Belgio e la coppa nazionale. Controlla ed organizza l'attività delle squadre nazionali. La sede amministrativa della federazione è a Hasselt.

## Squadre nazionali
La federazione controlla e gestisce tutte le attività delle squadre nazionali belghe.
- Nazionale di pallamano maschile del Belgio
- Nazionale di pallamano femminile del Belgio

## Competizioni per club
La federazione annualmente organizza e gestisce le principali competizioni per club del paese.
- Campionato belga di pallamano maschile
- Campionato belga di pallamano femminile
- Coppa del Belgio di pallamano maschile
- Coppa del Belgio di pallamano femminile